# Tajemství krve
Tajemství krve je životopisný český film režiséra Martina Friče, který je věnován osobnosti lékaře Jana Janského, objevitele čtyř krevních skupin. Film je inspirován skutečnými osudy českého vědce, který se pustil do zkoumání krve nejprve v naději, že objeví tajemství duševních chorob, ale jeho objev nakonec ovlivnil celou medicínu – paradoxně psychiatrii zdaleka nejméně. Film byl natočen roku 1953.

## Děj
Film vypráví příběh mladého lékaře Jana Janského, který se na přelomu 19. a 20. století pokouší prosadit ve světě medicíny. Janský je sportovně nadaný medik, jehož snem je stát se chirurgem. Po úspěšném absolvování studií doufá, že se bude věnovat chirurgii, avšak vlivem intrik a protekce musí přijmout místo asistenta na psychiatrické klinice profesora Kuffnera. Psychiatrie je tehdy mezi lékařskými obory málo ceněná, ale Janský zde začne postupně objevovat nové možnosti vědeckého bádání.
Spolu se svým kolegou Kozderou zkoumá vliv duševního stavu pacientů na srážlivost krve. Při pokusu o transfúzi krve pacientky, která si podřezala tepnu, si oba lékaři uvědomí, že duševní stav nemá na srážlivost krve vliv, ale objeví něco mnohem zásadnějšího – možnost rozdělit krev do čtyř základních skupin. Tento objev, který umožňuje bezpečné krevní transfúze, je průlomový.
Janský svůj objev prezentuje ve Spolku českých lékařů, ale jeho práce se setkává s nepochopením a posměchem. I přesto pokračuje v práci, a to i během první světové války, kdy jako vojenský lékař provádí mnoho transfuzí na bojišti. Jeho kolega Kozdera se mezitím vydává do Afriky, kde úspěšně provádí transfúze, ale je nakonec zabit v boji. Janský se setkává i se svým bývalým kolegou Regentem, který kvůli svým problémům s alkoholem selhává při jedné z operací.
Po válce Janský stále pracuje na klinice, ale jeho zdravotní stav se postupně zhoršuje. Utrpí srdeční záchvat poté, co se dozví, že jedna z neúspěšných transfuzí nebyla jeho vinou, ale vinou vojenského sluhy, který špatně připravil krev. Janský umírá v necelých padesáti letech, aniž by se dočkal uznání za svůj revoluční objev.
Teprve po jeho smrti je jeho práce oceněna, a rozdělení krve do čtyř skupin se stává jedním z nejdůležitějších objevů v medicíně, který umožňuje bezpečné krevní transfúze při operacích a léčbě. Janský tak zůstává příkladem vědce, který svou houževnatostí a odhodláním přispěl k zásadnímu pokroku v lékařství, i když uznání přišlo až po jeho smrti.

## Obsazení
V hlavních rolích
| Vladimír Ráž       | psychiatr MUDr. Jan Janský                             |
| Zdeněk Štěpánek    | přednosta psychiatrické kliniky profesor Karel Kuffner |
| Jiřina Petrovická  | Hedva, Janského žena                                   |
| Vlastimil Brodský  | MUDr. Kozdera, spolupracovník Janského                 |
| Svatopluk Beneš    | chirurg MUDr. Pavel Regent                             |
| Rudolf Deyl ml.    | Papík, Janského vojenský sluha                         |
| Radovan Lukavský   | dělník Kolčava                                         |
| Vlasta Chramostová | Božena, Kolčavova žena                                 |
| Rudolf Hrušínský   | gynekolog MUDr. Vilém Kurzweil                         |

Dále hrají
| Gustav Hilmar        | profesor Kyselka                                        |
| Světla Svozilová     | Kyselkova žena                                          |
| František Filipovský | lékař na přednášce                                      |
| Bedřich Vrbský       | hematolog                                               |
| Václav Trégl         | nemocný zvaný Kolonka                                   |
| Bohuš Hradil         | MUDr. Pluhař, redaktor Časopisu československých lékařů |
| Emil Bolek           | voják, kamarád raněného                                 |
| Bohumil Machník      | komisař                                                 |
| Lubomír Lipský       | lékař na přednášce                                      |
| Josef Kemr           | zuřivý pacient na psychiatrické klinice                 |
| Miloš Kopecký        | lékař na přednášce                                      |
| Miroslav Svoboda     | voják raněný do břicha                                  |
| Josef Hlinomaz       | opatrovník Alois                                        |

## Tvůrci a štáb
- Režie: Martin Frič
- Námět a literární scénář: Vladimír Neff
- Technický scénář: Martin Frič, Jan Werich, Otakar Kirchner
- Kamera: Jan Stallich
- Vedoucí výroby: Ladislav Terš
- Hudba: Dalibor C. Vačkář
- Nahrál: Filmový symfonický orchestr (řídil Otakar Pařík)
- Stavby: Bohuslav Kulič
- Umělecký poradce (návrhy kostýmů): Josef Matěj Gottlieb
- Zvuk: Josef Zora
- Střih: Jan Kohout
- Odborní poradci: MUDr. Karel Zicha, MUDr. Evžen Skala
- Kostýmy: Jaroslava Fifková, Aša Matějovská
- Masky: Gustav Hrdlička
- Výprava: Josef Pavlík
- Asistenti režiséra: Rudolf Jaroš, Marie Moravcová
- Asistent kamery: Bohumil Hába
- Vrchní osvětlovač: Rudolf Mlejnek
- Zástupce vedoucího výroby: Jaroslav Vlk

## Produkční a technické údaje
- Začátek natáčení: 15. prosinec 1952
- Premiéra: 25. prosinec 1953
- Výrobce: Studio uměleckého filmu
- Copyright: 1953
- Barva: barevný
- Jazyk: čeština
- Zvuk: mono
- Délka: cca 99 minut
- Formát obrazu: 1:1,37

## Zajímavosti
- Od své premiéry v prosinci 1953 až do 31.12.1987 vidělo film v českých kinech v rámci 11 333 představení celkem 2 193 419 diváků.[1]